# Bancamara
Bancamara is een bestuurslaag in het regentschap Sumenep van de provincie Oost-Java, Indonesië. Bancamara telt 4680 inwoners (volkstelling 2010).